# Liste der Bürgermeister von De Ronde Venen
Dies ist die Liste der Bürgermeister von De Ronde Venen in der niederländischen Provinz Utrecht seit der Gemeindegründung am 1. Januar 1989.
| Bürgermeister | Bürgermeister              | Partei | Partei | Amtszeit  | Anmerkungen                         |
| ------------- | -------------------------- | ------ | ------ | --------- | ----------------------------------- |
|               | Dick Boogaard              |        | CDA    | 1989–2002 |                                     |
|               | Marianne Burgman           |        | VVD    | 2002–2011 | ab dem 1. Januar 2011 kommissarisch |
|               | Albertine van Vliet-Kuiper |        | D66    | 2011      | kommissarisch                       |
|               | Maarten Divendal           |        | PvdA   | 2011–     | [ 3 ]                               |